# Vernoil-le-Fourrier
Vernoil-le-Fourrier (bis zum 9. Juli 2006 offiziell Vernoil) ist eine französische Gemeinde mit 1330 Einwohnern (Stand 1. Januar 2022)  im Département Maine-et-Loire in der Region Pays de la Loire.

## Geografie
Vernoil liegt 17 Kilometer nordöstlich von Saumur und rund 40 Kilometer östlich der Départementshauptstadt Angers in der Landschaft Baugeois. Südlich des Ortes breiten sich zum Loiretal hin ausgedehnte Wälder aus.

## Geschichte
Die Anwesenheit von Dolmen weist auf eine lange Besiedelungsgeschichte hin. In römischer Zeit passierte die Straße Blois–Tours die Gemarkung. Vernoil war unter den Römern und Merowingern der wichtigste Straßenknotenpunkt der Region. Als die Engländer im Jahr 1420 das Anjou erreichten und das Land ausplünderten, wurde Vernoil befestigt. 1550 erhielt der Ort das Marktrecht. Am 13. März 1564 besuchte der junge König Karl IX. mit seiner Mutter Katharina von Medici das Schloss von Vernoil, in dem zu dieser Zeit Jean III. de Broc residierte.
Am frühen Morgen des 10. Dezember 1711 erschütterte ein Erdbeben die Gegend. Es verursachte große Zerstörungen. Auch die Kirche aus dem 11. Jahrhundert wurde stark beschädigt. 1790 wurde Vernoil im Rahmen der französischen Gebietsreform zum Kantonshauptort. 1801 wurde der Kanton aber schon wieder aufgelöst und größtenteils dem Kanton Longué zugeschlagen. 1815 überfiel Preußen das Anjou und Vernoil wurde ausgeplündert. 1871 besetzte die deutsche Armee die Region. Auch von 1940 bis 1944 war Vernoil deutsch besetzt. Am 11. August 1944 befreiten die Alliierten unter George S. Patton den Ort.
| Bevölkerungsentwicklung | Bevölkerungsentwicklung | Bevölkerungsentwicklung | Bevölkerungsentwicklung | Bevölkerungsentwicklung | Bevölkerungsentwicklung | Bevölkerungsentwicklung | Bevölkerungsentwicklung | Bevölkerungsentwicklung |
| ----------------------- | ----------------------- | ----------------------- | ----------------------- | ----------------------- | ----------------------- | ----------------------- | ----------------------- | ----------------------- |
| Jahr                    | 1962                    | 1968                    | 1975                    | 1982                    | 1990                    | 1999                    | 2009                    | 2018                    |
| Einwohner               | 1445                    | 1378                    | 1332                    | 1368                    | 1296                    | 1219                    | 1251                    | 1264                    |

## Wirtschaft und Infrastruktur
Vernoil zeichnet sich für eine im Verhältnis zur Größe gute Ausstattung mit Dienstleistungsbetrieben, Handwerkern und Geschäften aus. Der 1880 vom Freitag auf den Samstag verlegte Wochenmarkt wird derzeit (2006) noch von einem einzigen Landproduktehändler aufrechterhalten. Der Schwerpunkt des industriellen Sektors liegt auf der Holzverarbeitung, so gibt es eine Sperrholzfabrik und die Herstellung von Holzkisten.
Neben einer modernen Grundschule kann Vernoil auch eine Musikschule aufweisen, die eine Mittelpunktfunktion für die Bevölkerung der umliegenden Gemeinden hat.

## Sehenswürdigkeiten
Die als Monument historique klassifizierte romanische Kirche Saint-Vincent geht auf das 11. Jahrhundert zurück, wurde aber im Laufe der Zeit stark verändert. An die Kirche schließen gut erhaltene Klostergebäude aus dem 15. Jahrhundert an. Das Schloss  gehört zu den ältesten erhaltenen Schlossgebäuden im Anjou. 1265 wurde es vom Namensgeber der Ortschaft, Geoffroy Le Fourrier, errichtet. Im Jahr 1609 erfolgte ein umfangreicher Umbau durch die Familie de Broc, der die Anlage seit 1460 gehörte.  Das Schloss kann innen nicht besichtigt werden.
Siehe auch: Liste der Monuments historiques in Vernoil-le-Fourrier

## Freizeit und Unterhaltung
Bereits seit 1884 belebt eine musikalische Gesellschaft das kulturelle Leben. Es besteht ein breites Sportangebot, wobei sich wie in der Region überhaupt Basketball großer Beliebtheit erfreut. Es wird eine regionale Sonderform des Boulespiels, das Boule de fort, gepflegt.

## Literarische Bearbeitung
Das Buch Voyage à Pitchipoï  von Jean-Claude Moscovici erzählt die Geschichte einer jüdischen Familie in Vernoil unter den Bedingungen der deutschen Besatzung während des Zweiten Weltkrieges (Édition Médium). Moscovici wurde 1942 im Alter von sechs Jahren verschleppt und verlor mehrere Familienangehörige.